# Петринка
Петринка — река в России, протекает по Хвойнинскому району Новгородской области. Устье реки находится в 124 км по левому берегу реки Кобожа. Длина реки составляет 20 км, площадь водосборного бассейна — 130 км².

## Данные водного реестра
По данным государственного водного реестра России относится к Верхневолжскому бассейновому округу, водохозяйственный участок реки — Молога от истока и до устья, речной подбассейн реки — Реки бассейна Рыбинского водохранилища. Речной бассейн реки — (Верхняя) Волга до Куйбышевского водохранилища (без бассейна Оки).
Код объекта в государственном водном реестре — 08010200112110000006528.